# Kim Turner
Kimberley Seals, nata Turner, precedentemente McKenzie (Birmingham, 21 marzo 1961), è un'ex ostacolista statunitense, vincitrice di una medaglia di bronzo ai Giochi olimpici di Los Angeles 1984.

## Palmarès
| Anno | Manifestazione      | Sede        | Evento   | Risultato | Prestazione | Note |
| ---- | ------------------- | ----------- | -------- | --------- | ----------- | ---- |
| 1983 | Giochi panamericani | Caracas     | 100 m hs | Argento   | 13"39       |      |
| 1984 | Giochi olimpici     | Los Angeles | 100 m hs | Bronzo    | 13"06       |      |
| 1989 | Mondiali indoor     | Budapest    | 60 m hs  | 4ª        | 7"92        |      |
| 1991 | Mondiali indoor     | Siviglia    | 60 m hs  | 7ª        | 8"05        |      |

## Altre competizioni internazionali
1992
- 5ª in Coppa del mondo ( L'Avana), 100 m hs - 13"36